# Ndop
Ndop é uma cidade dos Camarões localizada na província de Noroeste. Ndop é a capital do departamento de Ngo-Ketunjia.